# جیم وب
جیمز هنری "جیم" وب جونیور (به انگلیسی: James Henry "Jim" Webb, Jr.) سیاستمدار و نویسندهٔ آمریکایی است. او به عنوان سناتور ایالات متحده از ویرجینیا، وزیر نیروی دریایی، معاون وزیر دفاع، کارمند کنگره و افسر تفنگداران دریایی مشغول به کار بوده‌است. او عضو حزب دموکرات ایالات متحده آمریکا است. در بخش خصوصی، او روزنامه‌نگار، فیلمساز و نویسندهٔ بیش از ده کتاب بوده‌است. وی در آکادمی نیروی دریایی آمریکا ادبیات تدریس کرده و عضو پیوستهٔ مؤسسه سیاست هاروارد بوده‌است. وب در سال ۲۰۰۷ تا ۲۰۱۳ میلادی سناتور ایالت ویرجینیا در سنای ایالات متحده آمریکا بود. وب در دوم ژوئیه ۲۰۱۵ ورود خود را به رقابت بر سر نامزدی حزب دمکرات در انتخابات ریاست‌جمهوری ایالات متحده آمریکا در سال ۲۰۱۶ اعلام کرد ولی در اکتبر ۲۰۱۵ با اعلام نارضایتی از بسیاری از مواضع این حزب، به مبارزات خود پایان داد.
در پی استعفای جیمز متیس وزیر دفاع آمریکا، وب یکی از گزینه‌های کاخ سفید برای جانشینی اوست.